# Pulmonaria filarszkyana
Pulmonaria filarszkyana is een plant uit de ruwbladigenfamilie (Boraginaceae). De soort komt van nature voor in het noordoosten van de Karpaten. De wetenschappelijke naam werd gepubliceerd door Sándor Jávorka in 1916.

## Kenmerken
Pulomaria filarszkyana groeit tot een hoogte tussen de 30 en 60 cm. De bladeren zijn ovaal tot ovaal-lancetvormig en hebben een lengte van 4,5 tot 26,5 cm en een breedte van 1,5 tot 6,2 cm. Het bladeinde is geleidelijk toegespitst. De kroonbladeren zijn rozerood en gelobd en hebben een lengte van 13 tot 17 mm. Bloeit in juni en juli.

## Verspreiding
De soort komt voor in het noordoosten van de Karpaten in Oekraïne en het noorden van Roemenië en is gewoonlijk op een hoogte tussen de 1.000 en 1400 meter te vinden. Groeit op een vochtige tot natte, zure bodem in fijnsparrenbossen (Picea abies) of fijnsparrenbossen gemengd met beuken (Fagus sylvaticus).

## Taxonomie
Wordt soms ook als ondersoort van de verwante Pulmonaria rubra beschouwd. Onderzoek door Şuteu, Popescu en Popescu uit 2007 toonde echter aan dat de twee qua genetische structuur verschillen.
... · 
P. filarszkyana · 
P. mollis · 
P. montana (Smal longkruid) · 
P. obscura (Ongevlekt longkruid) · 
P. officinalis (Gevlekt longkruid) · 
P. saccharata (Italiaans longkruid) · 
...